# Teorema di Eulero (geometria)
In geometria euclidea, il nome di teorema di Eulero identifica almeno quattro teoremi diversi.

## Teorema sulla retta di Eulero

### Enunciato
In ogni triangolo l'ortocentro, il baricentro ed il circocentro sono allineati su una retta, detta retta di Eulero, e la distanza tra i primi due punti è doppia della distanza tra il baricentro ed il circocentro.

## Teorema su un quadrilatero

Rappresentazione del problema di Eulero.

### Enunciato
Sia {\displaystyle ABCD} un quadrilatero qualunque, e siano {\displaystyle M} ed {\displaystyle N} i punti medi delle diagonali {\displaystyle AC} e {\displaystyle BD}. Allora:
{\displaystyle {\overline {AB}}^{2}+{\overline {BC}}^{2}+{\overline {CD}}^{2}+{\overline {DA}}^{2}={\overline {AC}}^{2}+{\overline {BD}}^{2}+4\cdot {\overline {MN}}^{2}.}
In altre parole, la somma dei quadrati delle lunghezze dei lati di un quadrilatero è pari alla somma dei quadrati delle lunghezze delle due diagonali del quadrilatero più 4 volte il quadrato della distanza tra i due punti medi delle diagonali.

### Corollari
È interessante notare come questo teorema possa essere considerato una generalizzazione del teorema di Pitagora. Si può infatti giungere ad una formula che metta in relazione i lati di un triangolo qualunque e la sua mediana. Per dimostrarlo consideriamo un parallelogramma, che come tale ha le diagonali che si bisecano scambievolmente e i lati opposti uguali e quindi i due punti medi delle diagonali, coincidenti. Di conseguenza applicando il teorema di Eulero abbiamo che:
{\displaystyle 2\cdot {\overline {AB}}^{2}+2\cdot {\overline {BC}}^{2}={\overline {AC}}^{2}+{\overline {BD}}^{2}.}
Quindi considerando il triangolo {\displaystyle {\overline {ACD}}} con mediana {\displaystyle {\overline {DE}}} abbiamo che:
{\displaystyle {\overline {AD}}^{2}+{\overline {DC}}^{2}=2\cdot ({\overline {DE}}^{2}+{\overline {AE}}^{2}).}
Quindi in ogni triangolo la somma dei quadrati costruiti su i due lati minori è uguale al doppio della somma dei quadrati costruiti sulla mediana e metà del terzo lato. Appunto considerando il caso del triangolo rettangolo si ha che la mediana è anche uguale a metà del terzo lato. La formula diventa quindi:
{\displaystyle {\overline {AD}}^{2}+{\overline {DC}}^{2}={\overline {AC}}^{2}}
che è appunto il teorema di Pitagora.

## Teorema dei seni
Il nome teorema di Eulero può riferirsi anche al teorema dei seni.

## Teorema di Fermat-Eulero
Il teorema di Eulero dell'aritmetica modulare è anche detto teorema di Fermat-Eulero.